# Manuel Vial
Manuel Camilo Vial Risopatrón (Santiago, 20 de mayo de 1935) es un obispo de la Iglesia católica que ejerció desde 2001 al 2013 como ordinario de la diócesis de Temuco en Chile.

## Primeros años de vida
Hijo de don Manuel Camilo Vial y doña María Risopatrón, es el mayor de ocho hermanos. Realizó sus estudios en el Colegio de los Sagrados Corazones de Santiago, egresando en 1952. Al año siguiente se incorpora a la Universidad de Chile para estudiar la carrera de Derecho, retirándose al año siguiente con el fin de seguir su vocación sacerdotal e ingresar al Seminario de los Padres Palotinos en Suiza. Entre los años 1956 y 1962, estudia Filosofía y Teología en la Universidad Estatal de Friburgo, Suiza.

## Vida religiosa
Fue ordenado sacerdote en la festividad de la Virgen del Carmen, patrona de Chile, el día 16 de julio de 1961, en Friburgo, por don Manuel Larraín, obispo de Talca. En septiembre de 1962 vuelve a Chile, asumiendo su primera tarea sacerdotal como vicario en las parroquias de nuestra Señora de Dolores, en Carrascal y San Enrique, en Chimbarongo. Ingresó al Instituto de los Padres de Schoenstatt al momento de su fundación en 1965. Es designado párroco de Nuestra Señora del Perpetuo Socorro de Temuco, labor que ejerció desde 1967 a 1972. Fue asesor del Movimiento apostólico de Schöenstatt, entre los años 1972 y 1980 en las diócesis de Concepción, Los Ángeles y Chillán.
Fue Director del Departamento de Servicio Social del Arzobispado de Concepción correspondiente a la Vicaría de la Solidaridad entre 1973 y 1980; y Director del Departamento de Pastoral Familiar en Concepción entre 1978 y 1980.

## Obispo
El papa Juan Pablo II lo eligió obispo auxiliar del Cardenal Raúl Silva Henríquez el 25 de marzo de 1980 y su consagración episcopal se celebró, en Santiago, el 18 de mayo de 1980, presidida por el cardenal arzobispo de Santiago, Raúl Silva Henríquez. Su lema episcopal es: «Buen Pastor, Padre de los Pobres». Se desempeñó como obispo auxiliar de Arquidiócesis de Santiago y vicario episcopal de la Zona Sur. El Santo Padre Juan Pablo II lo trasladó como ordinario a la diócesis de San Felipe el 21 de diciembre de 1983, asumiendo el cargo el día 28 de enero de 1984. El 21 de septiembre de 2001 el papa Juan Pablo II lo eligió obispo de la diócesis de Temuco, nombramiento que llevó a efecto el día 4 de noviembre de 2001.
En la Conferencia Episcopal de Chile ha sido miembro del Comité Permanente, de la Comisión Pastoral del Episcopado, Presidente del Área de Educación e Integrante del Consejo de Administración de la Conferencia Episcopal. Actualmente, es Presidente del Área Social de la Conferencia Episcopal de Chile, además de ser miembro de la Comisión Pastoral y delegado para otras comisiones de la CECH.
Desde la fundación de la Universidad Católica Silva Henríquez es miembro de su Consejo. Se desempeñó como Gran Canciller de la Universidad Católica de Temuco mientras ejercía como obispo de la diócesis de Temuco. Fue presidente de OCAC (Oficina de Cooperación Asistencia Campesina) y miembro de la fundación Cardenal Raúl Silva Henríquez.

## Enlaces relacionados
- Conferencia Episcopal de Chile - Biografía Obispos. Archivado el 14 de julio de 2014 en Wayback Machine.
- Conferencia Episcopal de Chile - Saludo despedida de Monseñor Manuel Camilo Vial, jueves 4 de julio de 2013.
- diócesis de Temuco, obispos de la diócesis.

| Predecesor: Generoso C. Camiña P.M.E.          | Obispo Titular de Pauzera 1980 - 1984                           | Sucesor: Guillermo Álvaro Ortiz Carrillo   |
| Predecesor: Francisco de Borja Valenzuela Ríos | Obispo de San Felipe 1984-2001                                  | Sucesor: Cristián Enrique Contreras Molina |
| Predecesor: Sergio Contreras Navia             | Obispo de Temuco 2001-2013                                      | Sucesor: Héctor Vargas Bastidas            |
| Predecesor: Sergio Contreras Navia             | Gran Canciller de la Universidad Católica de Temuco 2001 - 2013 | Sucesor: Héctor Vargas Bastidas            |

- Datos: Q1891461
- Multimedia: Manuel Camilo Vial Risopatrón / Q1891461